# Bibliothèque russe Tourguenev
La Bibliothèque russe Tourguenev (ou Bibliothèque russe Tourgueneff, en russe Тургеневская библиотека) est une institution conservant des collections en langue russe située à Paris. Cette bibliothèque fondée en 1875  a été placée sous le parrainage d'Ivan Tourgueniev dont elle a ensuite repris le nom. Elle a accueilli plusieurs vagues de l'émigration russe en France. Des révolutionnaires avant 1914, les troupes du corps expéditionnaire russe en France pendant la Grande Guerre puis des Russes blancs exilés en France après la révolution d'Octobre, des « personnes déplacées » après le second conflit mondial et la vague des dissidents russes après 1970.
La bibliothèque Tourguenev a été victime des spoliations nazies pendant la Seconde Guerre mondiale et a dû constituer de nouvelles collections au sortir de la guerre. C'est la plus ancienne bibliothèque de langue russe en dehors de la Russie,.

## Histoire

### Fondation
La bibliothèque a été fondée par un groupe d'étudiants et émigrés russes à l'initiative de German Lopatine, un Narodnik proche de Karl Marx. L'idée est alors de créer un dépôt de livres et un centre d'accompagnement pour la jeunesse révolutionnaire de France. Lopatine n'a pas de moyens pour financer le projet qui est principalement parrainé par Ivan Tourgueniev, qui vit à cette époque à Paris. La bibliothèque personnelle de l'auteur constitue la base de la nouvelle bibliothèque. Le 15 février 1875, Tourgueniev organise une matinée musicale et littéraire, réunissant d'éminents représentants de l’intelligentsia russe à Paris, Ilia Répine, Vassili Polenov, Mark Antokolski, ainsi que l'ambassadeur de Russie Nicolas Orloff. Pauline Viardot s'y produit. Deux mille francs sont collectés pour financer des acquisitions d'ouvrages et payer le loyer des locaux. En 1883, Tourgueniev meurt et la bibliothèque est nommée en son honneur.

### Première Guerre mondiale et entre-deux-guerres
Malgré les difficultés financières, le fonds de la bibliothèque continue d'augmenter. Il compte 3 500 volumes en 1900 et 17 000 en 1913. Toujours située dans le Quartier latin ou ses environs proches, elle change plusieurs fois d'adresse. Son premier local est situé 4, rue Victor-Cousin.
Pendant la Première Guerre mondiale, elle devient un foyer culturel pour les soldats du corps expéditionnaire russe en France. Après la révolution russe de 1917, la bibliothèque devient l'un des principaux centres culturels des Russes blancs. Elle est alors située 9, rue du Val-de-Grâce. Le petit local ne peut contenir tous les lecteurs qui font souvent la queue jusque dans la rue pour échanger leurs ouvrages.
En 1925, une réunion solennelle à la Sorbonne marque son 50e anniversaire. En 1937, la bibliothèque obtient de la préfecture de la Seine de beaux locaux dans un hôtel particulier du XVIIIe siècle, l'hôtel Colbert situé 13, rue de la Bûcherie dans le 5e arrondissement de Paris où elle s'installe en 1938. La bibliothèque recueille des pièces rares dont des éditions originales de Voltaire, François de La Rochefoucauld, Nikolaï Karamzine ou encore le Soudiebnik d'Ivan le Terrible (1550) annoté par Vassili Tatichtchev. Sa richesse principale reste sa collection pratiquement complète de périodiques slaves. Elle conserve 50 000 volumes en 1925 et 100 000 en 1937. Sa renommée a crû dans l'entre-deux-guerres grâce à la présence à Paris à cette époque de nombreux représentants de intelligentsia russe qui la fréquentent dont Bounine, Aldanov ou Ossorguine. Certains sont membres de son conseil d'administration. Elle devient le dépôt légal des archives littéraires de l’émigration russe en France en 1937.

### Saisie des fonds par l'Allemagne nazie et dispersion en URSS
Dès l'invasion de la France, l’Einsatzstab Reichsleiter Rosenberg (ERR), une section du bureau de politique étrangère du NSDAP, dirigée par le Reichsleiter Alfred Rosenberg s'installe en France. Sa mission est de s'approprier un certain nombre de biens culturels dans les pays occupés par l'Allemagne. En octobre 1940, l'ERR prend possession de 100 000 livres et archives de la bibliothèque qui sont spoliés avant d’être expédiés vers l’Allemagne. D'après Dmitrii Odinets (en), président de la bibliothèque en 1940, l'institution ne conserve qu'un dixième des 110 000 titres qui la constituaient alors. Il s'agit de doubles et d'une partie de la bibliothèque Herzen transférés de Nice avant la guerre. Ces six-cent reliquats serviront de fonds au relèvement de la bibliothèque après la guerre. Les autorités allemandes envoient les ouvrages spoliés à Berlin où ils sont confiés à  l’Ostbücherei, la « bibliothèque de l’Est »  outil créé dans le cadre de la recherche et de la propagande anti-bolchevique. Devant l'intensification des bombardements sur Berlin en 1943, les ouvrages de l’Ostbücherei sont envoyés à l'est à Ratibor, en Silésie, puis, vers la fin de la guerre, dans la banlieue de Kattowitz. Tandis que les bombardements des Alliés s’intensifient, les principales activités de recherche de l’ERR et les livres récupérés des pays d’Europe et de l’Ostbücherei (bibliothèque sur le bolchevisme et études relatives à l'Europe de l'est), sont transférés vers la Pologne en 1943.
L’Armée Rouge saisit les fonds en 1945 pour les envoyer à Moscou et Minsk. Après-guerre, la propagande soviétique soutient que les collections de la bibliothèque ont été détruites par les Allemands près de Berlin mais l'historienne Patricia Kennedy Grimsted (en), spécialisée dans la dépossession et restitution des biens culturels pendant et après la Seconde Guerre mondiale, exhume, en 1989, 141 fiches administratives fragmentaires de la bibliothèque Tourguenev lors de ses recherches aux archives centrales de la révolution d’octobre de l’État soviétique.
Lors du 125e colloque anniversaire de la bibliothèque Tourguenev à Paris en 2010, un ancien bibliothécaire de la Bibliothèque Lénine de Moscou confirme que les collections de la bibliothèque Tourgueniev ont bien fait l’objet d’une seconde saisie par les Soviétiques et que les ouvrages ont ensuite été dispersés. En 2016, seuls 120 livres de ces livres disparus ont été retournés par la fédération de Russie,.

### Refondation
Au sortir de la guerre, la mairie de Paris reprend les locaux de la rue de la Bûcherie qu'elle prêtait à la bibliothèque, qui ne possède alors pour ainsi dire plus de collections. L'institution renaît ensuite peu à peu de ses cendres. Elle reçoit des sommes importantes au titre des dommages de guerre, ce qui lui permet d'acquérir des locaux dans un bâtiment neuf au 11, rue de Valence,. Elle rouvre en 1959. Un projet de catalogage de la presse émigrée russe est lancé par Tatiana Ossorguine en 1969, projet achevé en partenariat avec la BDIC vingt ans plus tard. En 1972 le fonds des dommages de guerre étant épuisé, l'institution commence à recevoir des subventions de la mairie de Paris.
À l'heure actuelle, ses collections comprennent 60 000 livres et périodiques dans les domaines de l’histoire, de la littérature, de la politique et de la philosophie russes, dont 800 journaux d'émigrés de l'après-guerre. Elle a reçu en donation plusieurs bibliothèques russes privées parisienne importantes. En 2008, elle a communiqué plus de 4 000 documents, prêté 2 000 ouvrages et reçu 1 000 lecteurs. Elle continue de jouer un rôle dans l'accueil de la diaspora russe de France. Des initiatives ont été lancées pour le retour d'ouvrages spoliés de la Seconde Guerre mondiale,.

## Secrétaires généraux de l'association de la bibliothèque
- Tatiana Ossorguine (1904 - 1996)[19]
- Hélène Kaplan (1996 - 2017)[19]

### Archives
- Inventaire du fonds d'archives de la  Bibliothèque russe Tourguenev conservé à La contemporaine.